# Cicurina leona
Cicurina leona là một loài nhện trong họ Dictynidae.
Loài này thuộc chi Cicurina. Cicurina leona được Willis J. Gertsch miêu tả năm 1992.